# Kloster St. Elisabeth (Augsburg)

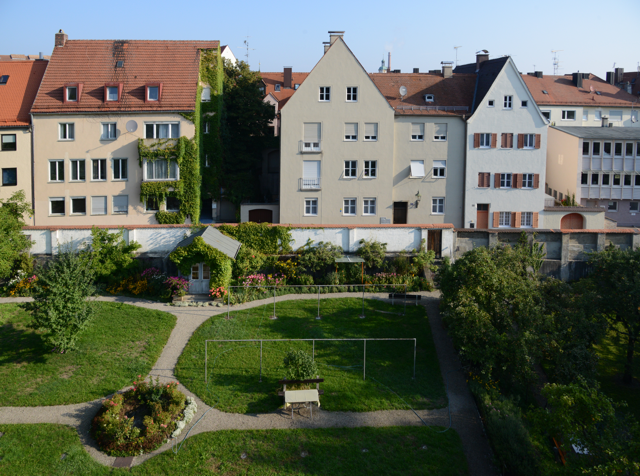
Der Garten des Klosters St. Elisabeth, in Blickrichtung Norden (2015). Die Mauer grenzt den Garten gegen die Straße Mittleres Pfaffengässchen ab.

Das Kloster St. Elisabeth befindet sich im Augsburger Stadtbezirk Bleich und Pfärrle in der Straße Inneres Pfaffengässchen und bildet eine Filiale des Klosters Maria Stern.

## Geschichte
Im Jahre 1897 kaufte das Kloster Maria Stern einen Domherrenhof unweit des Augsburger Domes, um dort ein Pflegeheim für alte und kranke Schwestern einzurichten, das „Haus St. Antonius“. 1914 erfolgte der Ankauf des Nachbargrundstückes (das sogenannte Rauhaus) und der Einbau von Unterrichtsräumen für eine höhere Mädchenschule (später Lyzeum) und eine erweiterte Fortbildungsschule. Beide Schulen waren bis zu diesem Zeitpunkt im Mutterhaus ansässig. 1922 wurde die Einrichtung in eine dreijährige Mittelschule umgewandelt.
Zwischen 1925 und 1926 wurde ein Neubau errichtet und der Filiale der Name St. Elisabeth gegeben. 1927 kamen ein Kindergärtnerinnenseminar und weitere berufliche Schulen hinzu. Während der NS-Zeit erfolgte nach und nach die Schließung der Schulen. Bei den Luftangriffen auf Augsburg im Februar 1944 wurde das Anwesen schwer getroffen. Kurze Zeit später eröffnete die Schwestern im Hof eine Volksküche für hungernde Augsburger und Flüchtlinge. Berichten zufolge wurden dort zeitweise mehr als tausend Menschen am Tag versorgt. Die Volksküche blieb auch nach Kriegsende geöffnet und wurde erst im August 1957 endgültig geschlossen.
Nach dem Zweiten Weltkrieg zogen berufsbildende Kurse, die Kandidatur des Klosters sowie eine Zweigschule der Mittel- bzw. Realschule Maria Stern aus Göggingen in die Schulräume. 1958 kam schließlich das Kindergärtnerinnenseminar wieder zurück, die heutige Fachakademie für Sozialpädagogik Maria Stern. Zudem richtete sich dort eine Berufsfachschule für Ernährung und Versorgung ein.

## Klosterkirche St. Elisabeth

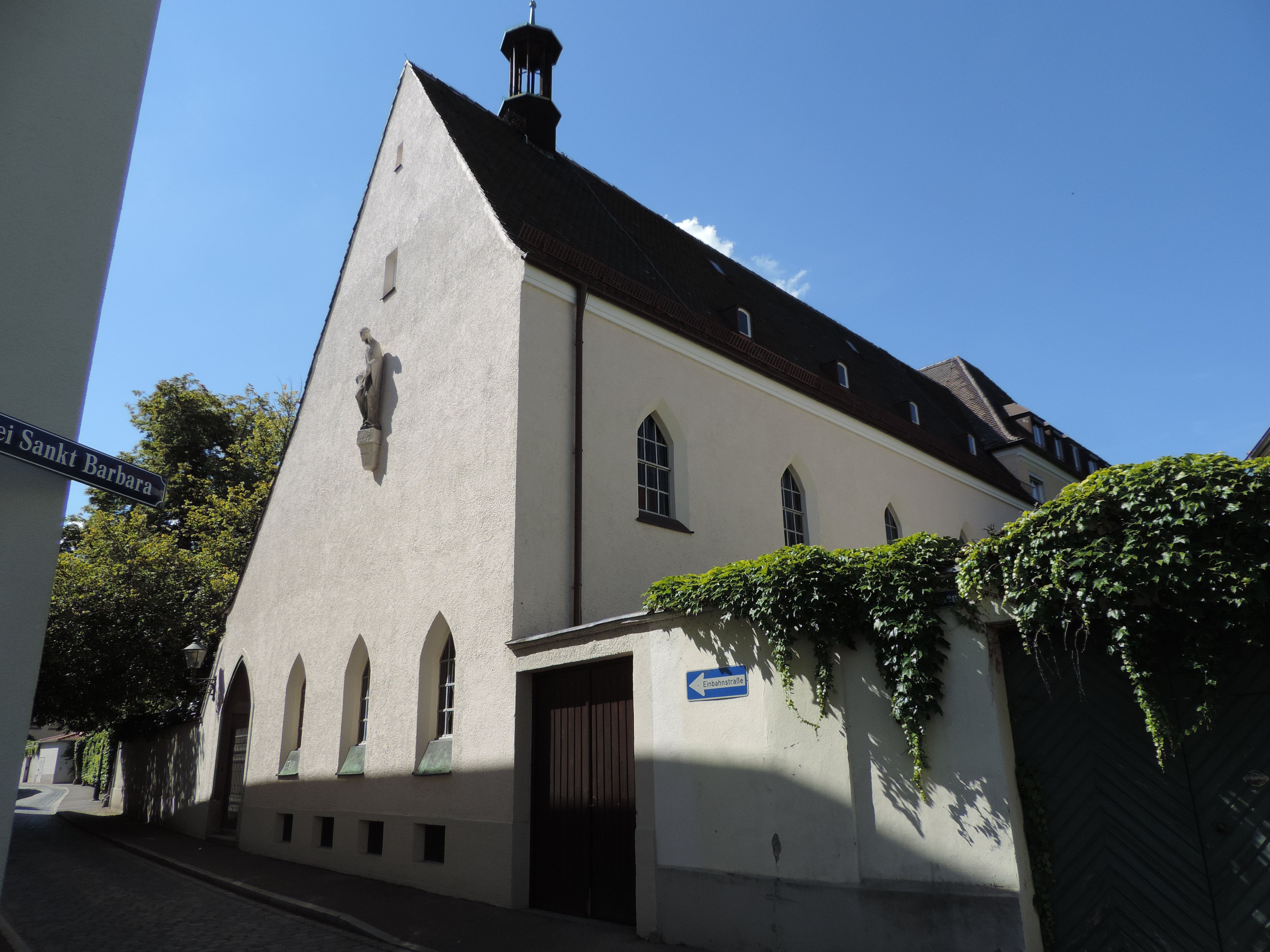
Die Klosterkirche St. Elisabeth

Zum Kloster gehört die kleine Klosterkirche St. Elisabeth. Sie ist nicht zu verwechseln mit der Pfarrkirche St. Elisabeth in Augsburg-Lechhausen. Die Klosterkirche ist ein Nachkriegsbau, der nicht unter Denkmalschutz steht.

## Quelle
- Eintrag zu St. Elisabeth im Augsburger Stadtlexikon, abgerufen am 1. November 2021.